# Custo Dalmau
Custo Dalmau (nacido Ángel Custodio Dalmau Salmons) es un diseñador español nacido en Tremp (Lérida, España) en 1959.
Pasó su infancia y adolescencia en Barcelona. Tras un viaje a Estados Unidos decidió dedicarse al diseño de camisetas. En un principio, se asoció con la empresa textil catalana Meyba, una asociación que duró prácticamente once años. En 1980 fundó con su hermano la marca CUSTO LINE de camisetas juveniles (con motivos tropicales y surferos) como producto más destacado. En 1983 se trasladó con su hermano David a Estados Unidos, vendiendo de puerta en puerta sus creaciones. 
En 1996, Custo y su hermano David finalizan su colaboración con Meyba para crear su propia marca por la que son actualmente reconocidos, Custo of Barcelona, que, con el paso del tiempo, se convertiría en Custo Barcelona, una de las marcas de camisetas más reconocidas de España. Fueron los primeros diseñadores que hacían camisetas estampadas, al principio sólo para hombre. En 1997 fueron invitados a la Spring/Summer Fashion Week de Nueva York, con lo que comenzó su popularidad en Estados Unidos. Sus camisetas, con un estilo rompedor y colorido, conquistaron el mercado estadounidense cuando los estilistas de series de televisión como Friends o Sexo en Nueva York empezaron a vestir a sus famosos con camisetas Custo. Desde entonces, el mercado estadounidense ha seguido siendo su mercado principal, por delante incluso del exitoso mercado europeo.
Aunque las camisetas siguen siendo su producto estrella, en la actualidad, Custo Barcelona ofrece una línea completa de moda.